# Polites (amigo de Odiseo)
En la mitología griega, Polites (griego antiguo: Πολίτης), amigo de Odiseo, fue un personaje secundario en las epopeyas de Homero. 

## Mitología
Polites era miembro de la tripulación de Odiseo. Odiseo se refiere a él como su amigo más querido, aunque sólo se le menciona dos veces. No está claro si fue asesinado por Escila o por el rayo que Zeus lanzó al barco de Odiseo.
Polites aparece de forma más destacada en algunas versiones del cuento popular conocido como El héroe de Temesa, que narra la historia de uno de los miembros de la tripulación de Odiseo (en algunas fuentes sin nombre, pero en otras, incluido el relato de Estrabón, identificado como Polites) que fue asesinado en la isla de Temesa y regresó como un fantasma vengativo. Varias fuentes dan distintos relatos de su muerte—algunas dicen que fue apedreado después de violar a una mujer, otras simplemente afirman que fue asesinado por los lugareños—pero en todas las versiones, el fantasma amenazó a la población y extrajo un alto tributo a cambio de una coexistencia más pacífica hasta que fue derrotado por un visitante de la isla, a veces identificado como Eutimo de Locri, un boxeador y vencedor olímpico. Debido a que a veces se describe al fantasma como alguien que viste una piel de lobo, el erudito David Ogden especula que "probablemente estemos tratando con un monstruo que es mixantrópico: en parte humano y en parte animal, un hombre-lobo..." y por lo tanto un ejemplo clásico temprano de una historia de licántropos.

## En la tradición posclásica

### Música
Polites aparece como un personaje de Epic: el Musical, una adaptación cantada de La Odisea creada por el músico Jorge Rivera-Herrans. Polites es retratado como un miembro importante de la flota de Odiseo que le da ideas de empatía, agitando la relación de Odiseo con la diosa Atenea y su tripulación en su encuentro con Eolo. Steven Dookie presta su voz a Polites. En esta adaptación es el primer hombre asesinado por Polifemo.